# آنا ريتشاردز
آنا ريتشاردز (بالإنجليزية: Anna Mary Richards)‏ هي لاعبة اتحاد الرغبي نيوزيلندية، ولدت في 3 ديسمبر 1964 في تيمارو ‏ في نيوزيلندا.